# Acanthastrea bowerbanki
Acanthastrea bowerbanki is een rifkoralensoort uit de familie van de Lobophylliidae. De wetenschappelijke naam van de soort is voor het eerst geldig gepubliceerd in 1857 door Milne Edwards & Haime.
De soort komt voor in het Indo-Pacifisch gebied, ten noorden, oosten en westen van Australië, in Zuidoost-Azië en Japan, in de Oost-Chinese Zee en in het West-Pacifisch gebied. Ze staat op de Rode Lijst van de IUCN geklasseerd als 'kwetsbaar'.